# William Miller (Bischof)
William Miller OMI (* 15. August 1858 in Mountrath, Queen’s County, Vereinigtes Königreich Großbritannien und Irland; † 9. November 1927) war ein irischer römisch-katholischer Ordensgeistlicher und Apostolischer Vikar von Transvaal.

## Leben
William Miller trat der Ordensgemeinschaft der Oblaten der Unbefleckten Jungfrau Maria bei und empfing am 24. April 1881 das Sakrament der Priesterweihe.
Am 17. September 1904 ernannte ihn Papst Pius X. zum Titularbischof von Eumenia und zum ersten Apostolischen Vikar von Transvaal. Der Erzbischof von Westminster, Francis Alphonsus Bourne, spendete ihm am 20. November desselben Jahres die Bischofsweihe; Mitkonsekratoren waren der Apostolische Vikar von Kimberley in Orange, Matthew Gaughren OMI, und der Bischof von New Westminster, Augustin Dontenwill OMI.
Papst Pius X. nahm am 2. Mai 1912 das von William Miller vorgebrachte Rücktrittsgesuch an.